# Cotopaxi (província)
Cotopaxi é uma província localizada no centro-norte do Equador, na região geográfica de Sierra. Sua capital é a cidade de Latacunga. Possui este nome em função do vulcão Cotopaxi.
|  |

## Cantões
Cotopaxi está dividida em 7 cantões (capitais entre parênteses):
- La Maná (La Maná)
- Latacunga (Latacunga)
- Pangua (El Corazón)
- Pujilí (Pujilí)
- Salcedo (San Miguel)
- Saquisilí (Saquisilí)
- Sigchos (Sigchos)